# 2S7自走砲

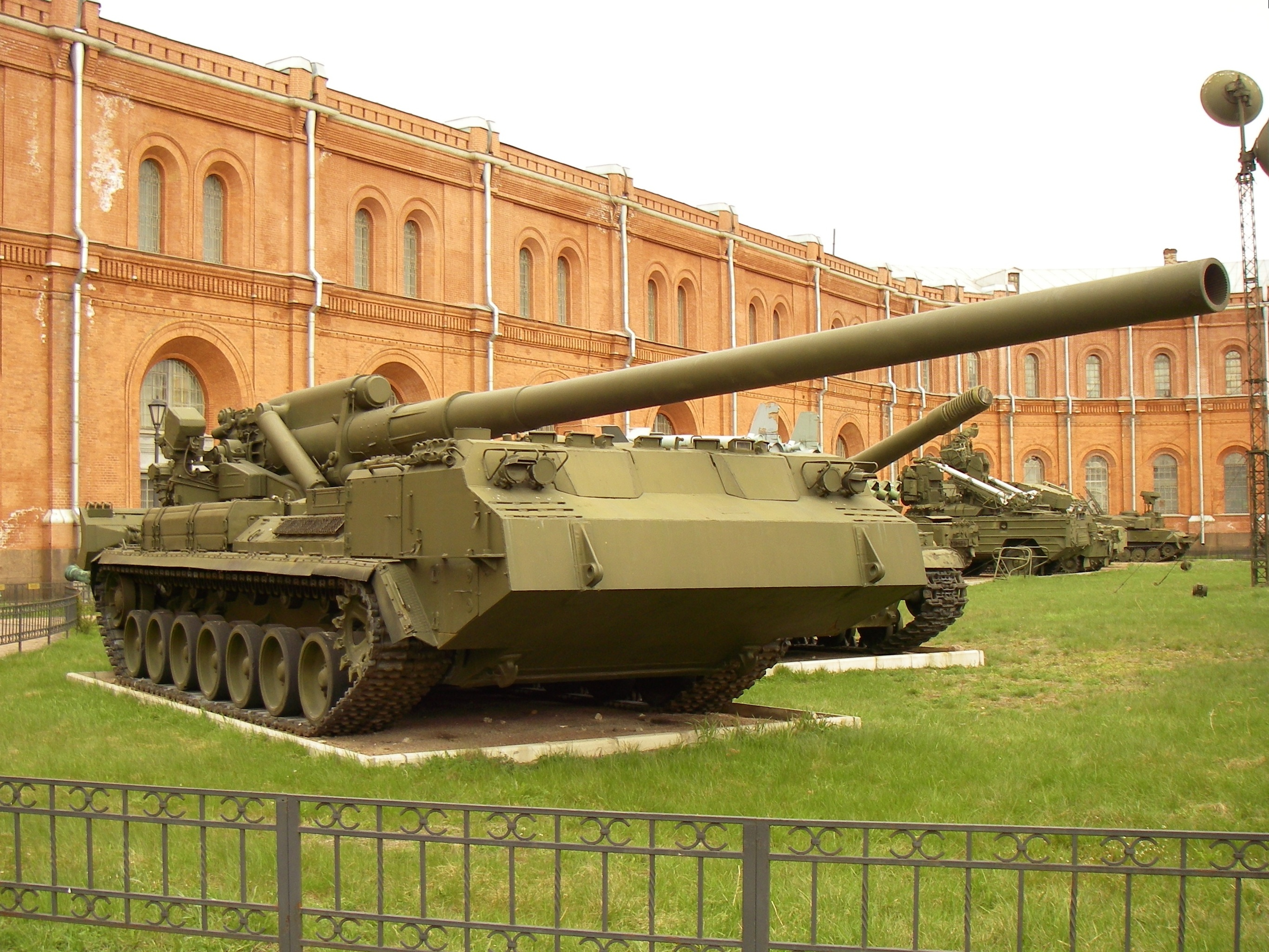
2S7 203公釐自走炮

2S7「芍藥」自走炮（羅馬化：2S7 'Pion'）是於蘇聯陸軍服役且量產過口徑最大的自走炮，於1975年開始服役，故北約給予M-1975自走砲之代號。2S7總共生產1,000門左右，由聖彼得堡（St. Peterburg）的基洛夫工廠（Kirov Plant）所製造，在此砲大量進入服役後，蘇聯陸軍的長程火力獲得顯著提升，並具備發射戰術核子砲彈攻擊北約戰線後方重要目標的能力。

## 名稱
該炮正式代號為“индекс ГАБТУ — объект 216”，意為“GABTU系列的第216號工程”。此自走炮還有一個改造型號“2С7М «Малка»”，Малка為保加利亞語而非
俄語，意思是“小型的”。

## 開發背景
在獨重火箭發展的赫魯雪夫下台後，蘇聯的大口徑火炮恢復研發。1967年春季開始了一項初期研製構想自走砲，載臺為434項目。該構想為一輛封閉式砲塔的自走砲，搭載OKB-2設計局配備的火砲。這個構想產出的木質模型蘇聯國防部並不滿意，但是它們對可投射特殊彈藥的自走重砲產生興趣，在1967年12月16日通過國防工業部第801號命令，要求軍方定義新型自走炮的規格與需求性能。
1970年7月8日，蘇聯共產黨中央委員會與蘇聯部長會議第427-161號決議批准了新型自走炮開發計畫，主開發廠為基洛夫工廠，街壘工廠開發新型火炮2A77。根據需求2S7自走砲除了可以投射110公斤的砲彈至8.5-35公里之間，也可以投射3VB2核彈（3ВБ2），取代B-4M榴彈炮的任務。

## 設計
2S7以T-64主戰坦克的底盤為基礎，前段為密閉式駕駛艙，車長、駕駛及2名砲班組員乘坐於此。車長和駕駛並列，其前方設有可下拉防護鋼板的風擋，兩人各裝有一具配備潛望鏡的圓形艙蓋。動力艙後方車體中央段設有第二個乘員艙，可容納3名砲班組員，故單輛砲車共有7名乘組員。
動力艙緊鄰駕駛艙後方，傳動系統則位於駕駛艙下方。動力系統採用一具V-12水冷式柴油引擎，最大輸出744匹馬力，提供16.17馬力／噸的推重比，路面極速50公里／時。由於車內未配備輔助動力系統，所以射擊時引擎必須持續運轉，以供應所需電力，也大量消耗燃料。底盤扭力桿式承載系統，兩側各裝有7對路輪和6對頂支輪，射擊時其底盤後半部會調低姿態，並將車尾駐鋤插入地面，以形成穩固的射擊載台。

## 武裝
主砲採用2A44 59倍徑203公釐榴彈砲，砲身上無砲口制退器和抽氣裝置，採用螺旋式砲閂、彈藥抓舉系統和分離式彈藥設計，砲管壽命450發，砲口最大初速960公尺／秒。火砲俯仰範圍在0度到正60度間，方向射界左右各15度，利用液壓與電動系統驅動。
射擊ZOF-43高爆砲彈（單枚重110公斤）時，最大射程37.5公里，最高射速2至4發／分，砲車上裝有4枚砲彈和藥包，其餘放置於彈藥補給車上。射擊火箭助推式高爆彈（單枚重102公斤）時，最大射程47公里，遠超過M110A2自走砲的30公里。化學砲彈、特殊裝藥砲彈和戰術核子砲彈也是可選用和射擊的彈種。

## 編制與發展現況
由於具備發射戰術核子砲彈的能力，2S7多配署於方面軍重砲單位中，每個團擁有24門砲（3個連），每個連配備8門2S7。
2S7M是2S7的改良型，配備新的通訊設備，並能籌載更多彈藥，最高射速並獲得提升，系統整體可靠度也較佳，目前仍在独联体国家服役中，但狀況不明。
除了自走砲版本，在1970年代末期量產初期，蘇聯曾計畫將2A44修改為艦砲，工程代號「芍藥-M」，計畫配備給現代級飛彈驅逐艦。芍藥-M艦炮不含彈藥重量為65-70噸，可攜帶彈藥75發，射速為每分鐘1.5發。但是蘇聯海軍層峰對於大口徑艦炮運用構想上沒有共識，因此計畫未進入工程開發階段。

## 使用國
蘇聯從1975年起在基洛夫工廠量產2S7，2A44加農炮則是由位在伏爾加格勒的街壘工廠量產，產線一直持續到1990年底蘇聯解體，最後一批交車的總數為66輛，生產單價為521,527盧布。俄羅斯稱2S7量產了500多輛，西方國家則估計總產量至少有1,000輛。
- ：12門（3門在2008年購入，9門在2009年購入)[2]
- 白俄羅斯：36門，全數處於封存狀態。
- 捷克斯洛伐克：1987至1989年間購入12門，由駐紮在然貝爾克的第17重炮師操作，在捷克斯洛伐克解體後捷克共和國繼承大部分，但至少有3輛轉移給斯洛伐克共和國，1990年代除役。其中1輛目前在萊莎尼軍事博物館（英语：Military Museum Lešany）展示。
- [3][4]
- 波蘭：1989年採購8門，初期配備在格沃古夫的第5炮兵旅，後轉移給在博萊斯瓦維茨的第23西里西亞炮兵旅，2006年除役。
- 俄羅斯：現役60門2S7M，另有封存200門2S7。
- 乌克兰：2017年尚有96門以上現役，至少有90門封存；至2021年僅有13門左右的2S7服役，83門封存。2022年俄羅斯入侵烏克蘭後，烏克蘭隨即重新啟用所有庫存投入至戰場作戰。[5]
- ：曾於官方文宣出現，服役數量不明 [6]
- ：48門

## 外部連結
- globalsecurity.org（页面存档备份，存于）
- 203-mm Self-propelled Artillery Gun 2S7 "Pion"（页面存档备份，存于）
- 2S7 Pion Family Photo Gallery（页面存档备份，存于）